# Szamossályi
Szamossályi è un comune dell'Ungheria di 660 abitanti (dati 2011). È situato nella contea di Szabolcs-Szatmár-Bereg.